# Кончаны (Гродненская область)
Конча́ны (бел. Канчаны) — деревня в Берестовицком районе Гродненской области Белоруссии.
Входит в состав Берестовицкого сельсовета.
Расположена в центральной части района. Расстояние до районного центра Большая Берестовица по автодороге — 13 км и до железнодорожной станции Берестовица — 21 км (линия Мосты — Берестовица). Ближайшие населённые пункты — Петровцы, Синьки, Хиляки. Площадь занимаемой территории составляет 0,3045 км², протяжённость границ 4128 м.

## История
Кончаны отмечены на карте Шуберта (середина XIX века). На 1845 год числились как деревня в составе Гродненского уезда Гродненской губернии, приписанная к фольварку Петрулин, часть имения Малая Берестовица, принадлежавшего А. И. Волковысскому. Насчитывали 24 двора и 170 жителей. В 1890 году в составе Мало-Берестовицкой волости Гродненского уезда Гродненской губернии имели 400 десятин земли. По описи 1897 года значилось 36 дворов с 265 жителями. В 1905 году 287 жителей. На 1914 год — в деревне 305 человек, в соседнем одноимённом урочище 4 жителя. С августа 1915 по 1 января 1919 года входили в зону оккупации кайзеровской Германии. Затем, после похода Красной армии, в составе ССРБ. В феврале 1919 года в ходе советско-польской войны заняты польскими войсками, а с 1920 по 1921 год войсками Красной Армии.
После подписания Рижского договора, в 1921 году Западная Белоруссия отошла к Польской Республике и деревня была включена в состав новообразованной сельской гмины Мала-Бжостовица Гродненского повета Белостокского воеводства. В 1924 году насчитывала 26 дымов (дворов) и 102 души (43 мужчины и 59 женщин). Из них 5 католиков и 97 православных, все жители — поляки..
В 1939 году, согласно секретному протоколу, заключённому между СССР и Германией, Западная Белоруссия оказалась в сфере интересов советского государства и её территорию заняли войска Красной армии. В 1940 году деревня вошла в состав новообразованного Малоберестовицкого сельсовета Крынковского района Белостокской области БССР. С июня 1941 по июль 1944 года оккупирована немецкими войсками. Деревня потеряла 4 жителей, погибших на фронте и в партизанской борьбе. С 20 сентября 1944 года в Берестовицком районе. В 1959 году насчитывала 221 жителя. С 25 января 1962 года по 30 июля 1966 входила в состав Свислочского района. 1970 году насчитывала 182 жителей. С 12 ноября 1973 года в Пархимовском сельсовете. На 1998 год насчитывала 43 двора, 77 жителей, магазин.  До 21 июня 2003 года в составе колхоза «имени М. Горького» (бел. iмя М. Горкага). 18 октября 2013 года переведена в состав Берестовицкого сельсовета.

## Население
| 1845 | 1897 | 1905 | 1914 | 1924 | 1959 | 1970 | 1998 | 1999 | 2009 | 2015 |
| ---- | ---- | ---- | ---- | ---- | ---- | ---- | ---- | ---- | ---- | ---- |
| 170  | 265  | 287  | 309  | 102  | 221  | 182  | 77   | 72   | 45   | 34   |

## Транспорт
Через деревню проходит автодорога местного значения Н6230 Пархимовцы—Кончаны—Малая Берестовица.